# مسابقات انتخابی باشگاهی قهرمانی آسیا ۱۹۶۹
با شکل‌گیری مسابقات فوتبال قهرمانی باشگاه‌های آسیا، جهت تعیین نماینده ایران در سومین دوره این مسابقات، یک دوره مسابقات انتخابی برگزار شد. در سال ۱۳۴۷ مسابقات قهرمانی باشگاه‌های تهران برگزار نشد و بنابراین پنج تیم تهرانی تاج، عقاب، پرسپولیس، پاس و شهربانی در یک تورنمنت رسمی به صورت دوره‌ای به رقابت پرداختند و در پایان تیم پرسپولیس با هفت امتیاز (۳ برد و ۱ مساوی) قهرمان این تورنمنت شد و به عنوان نماینده ایران به بازیهای جام باشگاه‌های آسیا ۱۹۶۹ معرفی شد.

## شکل برگزاری
بازی‌ها با حضور ۵ تیم صاحبنام تهرانی و به صورت دوره ای از ۷ آذر آغاز و تا ۲۰ دی طول کشید و ۱۰ بازی در مدت ۴۳ روز برگزار شد. علت طولانی شدن این مسابقات، دعوت از تیم‌های خارجی برای بازی‌های دوستانه و همچنین بارش برف بود که باعث خرابی زمین و تعویق مسابقات شد. در پایان مسابقات، پرسپولیس با ۷ امتیاز به عنوان قهرمانی مسابقات دست یافت. در اغلب گزارش‌های مربوط به مسابقات از این بازی‌ها به عنوان یک تورنمنت رسمی و تیم اول نیز به عنوان قهرمان نام برده شده‌است. با توجه به آنکه در سال مورد نظر، مسابقات قهرمانی باشگاه‌های تهران برگزار نشد بنابراین می‌توان گفت این مسابقات به نوعی جانشین قهرمانی باشگاه‌های پایتخت بوده‌است.

## برنامه و نتایج بازی‌ها
| ۷ آذر ۱۳۴۷ ۱ | پاس تهران                                  | ۴ – ۰ | شهربانی تهران | تهران                                    |
|              | میرزاحسن ۲۷'، ۸۰' · مناجاتی ۸۴' · شرفی ۸۸' |       |               | ورزشگاه: امجدیه تهران داور: ارشد برازنده |

| ۱۴ آذر ۱۳۴۷ ۲ | تاج تهران | ۰ – ۰ | عقاب تهران | تهران                                   |
|               |           |       |            | ورزشگاه: امجدیه تهران داور: داوود حیدری |

| ۳ دی ۱۳۴۷ ۳ | پرسپولیس تهران                       | ۲ – ۰ | شهربانی تهران | تهران                                    |
|             | کلانی ۷' · یوسف مهدوی ۵۸' (گل بخودی) |       |               | ورزشگاه: امجدیه تهران داور: ارشد برازنده |

| ۶ دی ۱۳۴۷ ۴ | پاس تهران | ۰ – ۰ | عقاب تهران | تهران                                              |
|             |           |       |            | ورزشگاه: امجدیه تهران داور: ابوالقاسم حاج ابوالحسن |

| ۸ دی ۱۳۴۷ ۵ | تاج تهران               | ۲ – ۱   | شهربانی تهران | تهران                                              |
|             | فرزامی ۴۴' · مصطفوی ۸۶' | اطلاعات | مظفری ۵۰'     | ورزشگاه: امجدیه تهران داور: ابوالقاسم حاج ابوالحسن |

| ۱۰ دی ۱۳۴۷ ۶ | پرسپولیس تهران                | ۲ – ۰ | عقاب تهران | تهران                                   |
|              | علیزاده ۳۰' · رضا وطن‌خواه ۶۱' |       |            | ورزشگاه: امجدیه تهران داور: داوود نصیری |

| ۱۲ دی ۱۳۴۷ ۷ | عقاب تهران                             | ۴ – ۳ | شهربانی تهران                         | تهران                                        |
|              | امینی خواه ۱۸' · وفاخواه ۴۰'، ۵۴'، ۶۲' |       | ضرابی ۴۵' · رشیدیان ۵۴' · میرهادی ۷۰' | ورزشگاه: امجدیه تهران داور: حبیب‌الله پورامید |

| ۱۳ دی ۱۳۴۷ ۸ | تاج تهران | ۰ (۳) – ۰ (۰) | پاس تهران | تهران                                   |
| |           | اطلاعات       |           | ورزشگاه: امجدیه تهران داور: داوود نصیری |
| یادداشت: در دقیقه ۴۰ بازیکنان پاس به نشانه اعتراض به تصمیم داور حاضر به ادامه بازی نشدند و تاج ۳ بر ۰ برنده اعلام شد |           |               |           |                                         |

| ۱۵ دی ۱۳۴۷ ۹ | پرسپولیس تهران          | ۲ – ۱ | پاس تهران | تهران                                |
|              | علیزاده ۴' · شاهرخی ۳۹' |       | حبیبی ۶۳' | ورزشگاه: امجدیه تهران داور: بهادرخان |

| ۲۰ دی ۱۳۴۷ ۱۰ | تاج تهران | ۰ – ۰   | پرسپولیس تهران | تهران                                |
|               |           | اطلاعات |                | ورزشگاه: امجدیه تهران داور: بهادرخان |

## جدول رده‌بندی
| رده | باشگاه   | بازی | برد | مساوی | شکست | زده | خورده | تفاضل | امتیاز |
| --- | -------- | ---- | --- | ----- | ---- | --- | ----- | ----- | ------ |
| ۱   | پرسپولیس | ۴    | ۳   | ۱     | ۰    | ۶   | ۱     | ۵+    | ۷      |
| ۲   | تاج      | ۴    | ۲   | ۲     | ۰    | ۵   | ۱     | ۴+    | ۶      |
| ۳   | عقاب     | ۴    | ۱   | ۲     | ۱    | ۴   | ۵     | ۱-    | ۴      |
| ۴   | پاس      | ۴    | ۱   | ۱     | ۲    | ۵   | ۵     | ۰     | ۳      |
| ۵   | شهربانی  | ۴    | ۰   | ۰     | ۴    | ۴   | ۱۲    | ۸-    | ۰      |

## گلزنان برتر
| # | گلزنان         | تعداد گل | تیم      |
| - | -------------- | -------- | -------- |
| ۱ | غلام وفاخواه   | ۳        | عقاب     |
| ۲ | حبیب علیزاده   | ۲        | پرسپولیس |
| ۲ | پرویز میرزاحسن | ۲        | پاس      |

## قهرمان
| قهرمان انتخابی مسابقات باشگاهی قهرمانی آسیا ۱۳۴۷ |
| ------------------------------------------------ |
| پرسپولیس                                         |
| اولین قهرمانی                                    |